# Erich Mühsam

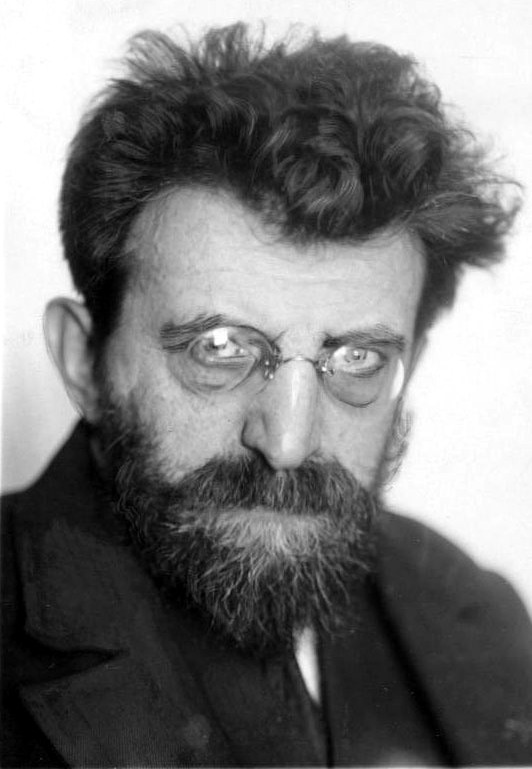
Erich Mühsam (Fotografie aus dem Jahr 1928, kurz vor seinem 50. Geburtstag)

Erich Kurt Mühsam (geboren am 6. April 1878 in Berlin; gestorben am 10. Juli 1934 im KZ Oranienburg) war ein anarchistischer deutscher Schriftsteller, Publizist und Antimilitarist. Als politischer Aktivist war er 1919 maßgeblich an der Ausrufung der Münchner Räterepublik beteiligt, wofür er zu 15 Jahren Festungshaft verurteilt wurde, aus der er nach 5 Jahren im Rahmen einer Amnestie freikam. In der Weimarer Republik setzte er sich vorübergehend in der Roten Hilfe für die Freilassung politischer Gefangener ein. Seine politische Heimat fand er seit Mitte der 1920er Jahre in der „Anarchistischen Vereinigung“.
In der Nacht des Reichstagsbrandes wurde er von Nationalsozialisten verhaftet, und am 10. Juli 1934 wurde er von der SS-Wachmannschaft des KZ Oranienburg ermordet.

## Leben

### Jugend und Ausbildung (1878 bis ca. 1900)

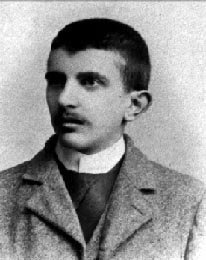
Als junger Mann, Mitte der 1890er Jahre

Erich Mühsam wurde in Berlin als Kind jüdischer Eltern geboren und wuchs in Lübeck auf. Er hatte zwei Schwestern, Margarethe und Charlotte, und einen Bruder, Hans. Er war ein Cousin des SPD-Politikers Ernst Heilmann, des Schriftstellers und Übersetzers Paul Mühsam und von Emma Redlich. Sein Vater Siegfried Mühsam war Apotheker und von 1887 bis 1915 Abgeordneter der Lübecker Bürgerschaft. Er und seine Frau Rosalie geb. Cohn schickten ihren Sohn Erich auf das humanistische Gymnasium Katharineum zu Lübeck. Dort war er im selben Jahrgang, aber nicht in derselben Klasse wie Gustav Radbruch, der ihn später als Reichstagsabgeordneter in der Festungshaft besuchte. Ein weiterer Jahrgangskamerad war der spätere Bildhauer Fritz Behn.
Mühsams schriftstellerische Neigung fiel bereits in seiner frühen Jugend auf, als er im Alter von 11 Jahren begann, Tierfabeln zu verfassen. Dieses erste literarische Engagement verdichtete sich, als der 15-jährige Mühsam für die Auftritte der Clowns des örtlichen Zirkus erste satirische Beiträge beisteuerte.
Am 11. Januar 1896 wurde Erich wegen „sozialdemokratischer Umtriebe“ der Schule verwiesen. Er hatte Berichte über schulinterne Vorgänge an den Lübecker Volksboten weitergegeben. Er verließ 1896 das Friedrich-Franz-Gymnasium in Parchim nach der Untersekunda mit Mittlerer Reife. In Lübeck absolvierte er eine Apothekerlehre in der Adler-Apotheke.

### Wanderjahre, Münchner Zeit, Novemberrevolution, Räterepublik (1901 bis 1919)

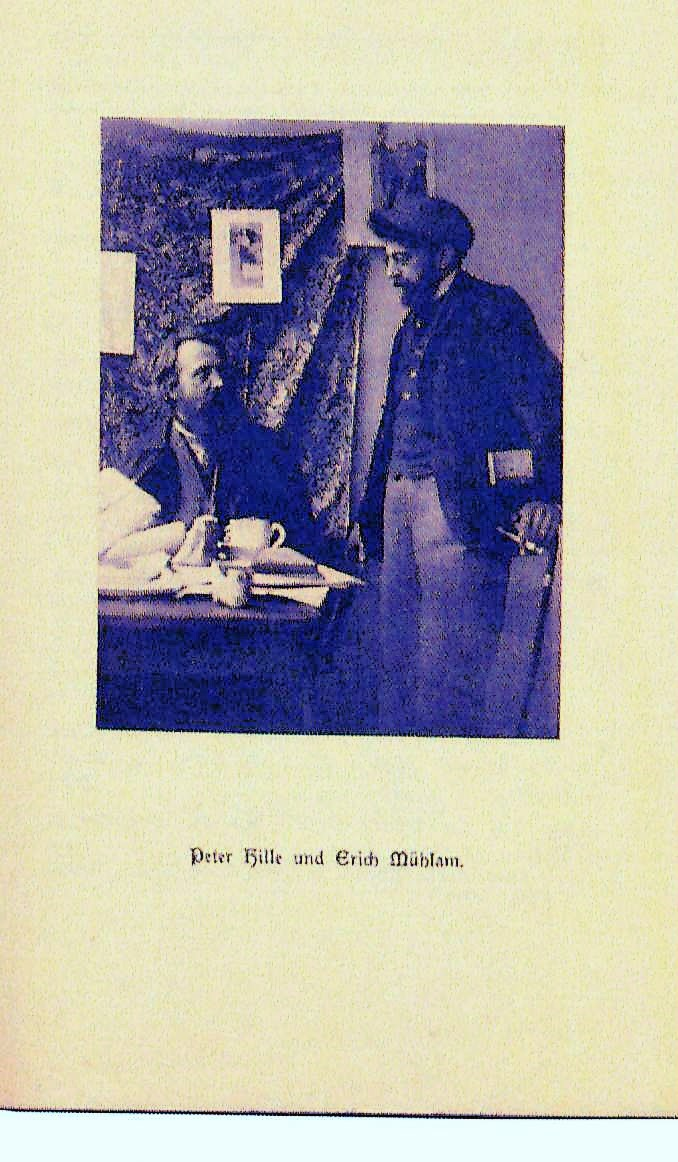
Peter Hille und Erich Mühsam

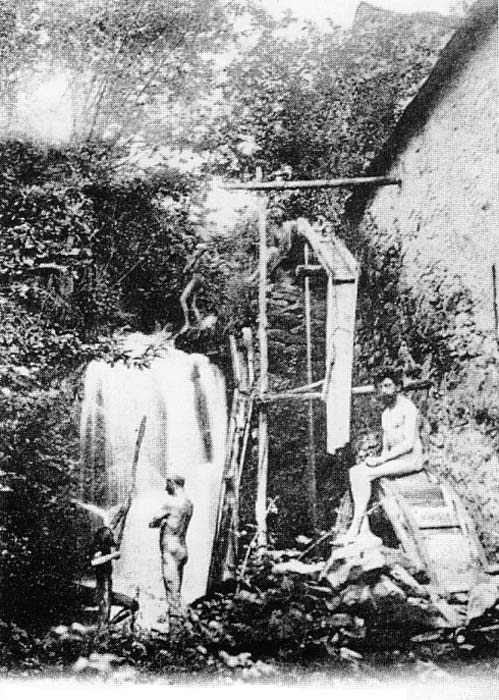
Erich Mühsam (rechts) auf dem Monte Verità

1901 zog Mühsam nach Berlin, wo er zunächst in seinem erlernten Beruf arbeitete. Hier lebte er in einem Pensionszimmer in der Augsburger Straße direkt hinter dem Kurfürstendamm im Herzen des Neuen Westens, gemeinsam mit seinem Lebenspartner Johannes Nohl. Hier begegnete er unter anderen John Henry Mackay, Johannes Schlaf und Hanns Heinz Ewers.
1902 wurde er Redakteur bei der anarchistischen Zeitschrift Der arme Teufel, 1905 bei Der Weckruf. In dieser Zeit hatte er Kontakt zur Neuen Gemeinschaft; später wurde er von Margarete Beutler in die Künstlervereinigung Die Kommenden eingeführt. Von 1904 bis 1908 folgten Wanderjahre mit Aufenthalten in Zürich, Ascona, Norditalien, München, Wien und Paris, zusammen mit Johannes Nohl. Auf dem Monte Verità befreundete er sich mit dem Siedler Karl Gräser, nach dessen Vorbild er eine „Sammlungsstätte“ solcher Menschen errichten wollte, „denen sich gegen Knechtschaft und Vergewaltigung in echtem Grimme der Mensch aufbäumte“. Eine entsprechende Gemeinschaft und Herberge für die von der Gesellschaft Geächteten – Landstreicher, Bettler, Huren und Verbrecher – versuchte er dann in der Großstadt München zu schaffen. In Paris wurde er von Auguste Herbin porträtiert.
Seit 1909 lebte Mühsam in München-Schwabing. Hier gründete er die dem Sozialistischen Bund angehörenden Gruppen „Tat“ und „Anarchist“ zwecks Agitation des Lumpenproletariats für den Anarchismus. 1910 wurde Mühsam verhaftet, wegen Geheimbündelei angeklagt und schließlich freigesprochen. Als Zentralfigur der Schwabinger Bohème war er befreundet mit Heinrich Mann, Frank Wedekind, Lion Feuchtwanger, Franziska zu Reventlow, Max Nonnenbruch und vielen anderen. Seiner Gruppe „Tat“ schlossen sich auch der Schriftsteller Oskar Maria Graf und der Maler Georg Schrimpf an, die ihm nach Ascona zum Monte Verità folgten. Mühsam war Mitarbeiter des Münchner Kabaretts und verschiedener satirischer Zeitschriften wie des Simplicissimus und der Jugend. Von 1911 bis 1919 gab er in München die Zeitschrift Kain – Zeitschrift für Menschlichkeit heraus, allerdings nicht während des Ersten Weltkrieges. Mühsam schrieb: „In dieser Stunde, wo es um das Schicksal aller geht, gibt es außerdem nichts Wesentliches und nichts, was eine Zeitschrift für Menschlichkeit angehen könnte.“
Am 15. September 1915 heiratete Mühsam Kreszentia Elfinger, genannt Zenzl, die ihren Sohn Siegfried mit in die Ehe brachte. Darüber hinaus blieb die Ehe kinderlos.
1918 wurde Mühsam wegen Verstoßes gegen das politische Betätigungsverbot und der Weigerung, am „Vaterländischen Hilfsdienst“ teilzunehmen, verhaftet und zu sechs Monaten Festungshaft in Traunstein verurteilt.

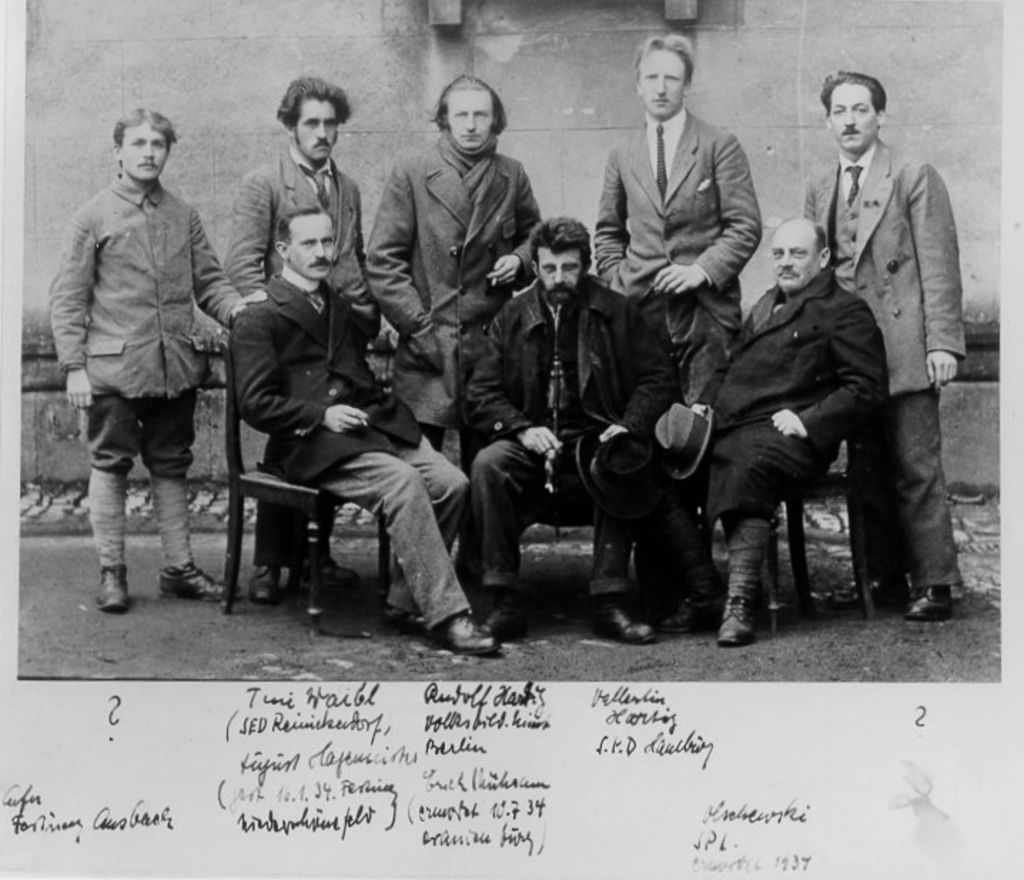
Erich Mühsam mit Mitgliedern der Münchner Räteregierung in Festungshaft, um 1920 (vordere Reihe, in der Mitte)

Im Zuge der Novemberrevolution wurde er Ende 1918 in München Mitglied des Revolutionären Arbeiterrats und befürwortete nach der Absetzung des Königs und der Ausrufung des Freistaates Bayern als demokratische Republik eine bayerische Räterepublik. Nach der Ermordung des bayerischen Ministerpräsidenten Kurt Eisner durch Anton Graf von Arco auf Valley gehörte Mühsam mit Ernst Toller und Gustav Landauer zu den Initiatoren und Anführern der ersten Phase der Münchner Räterepublik ab dem 7. April 1919. Beim von der republikanischen Schutztruppe durchgeführten sogenannten Palmsonntagsputsch am 13. April 1919 gehörte Erich Mühsam zu den festgenommenen Mitgliedern des Zentralrats der Räterepublik und wurde zunächst im Zuchthaus Ebrach festgesetzt. Der Putschversuch wurde zwar von Soldaten der bayerischen Roten Armee unter dem Kommando Rudolf Egelhofers vereitelt, jedoch verblieb Mühsam in Haft, da er außerhalb der Zugriffsgewalt der Räteregierung inhaftiert wurde. Die Räterepublik bestand danach noch etwa drei Wochen unter kommunistischer Führung weiter, nun im Wesentlichen dominiert von Eugen Leviné und Max Levien, wurde jedoch am 2. Mai 1919 durch Reichswehr und rechtsnationalistische Freikorpsverbände niedergeschlagen. Dabei wurde – neben anderen – auch Mühsams Freund Gustav Landauer ermordet. Am 7. Juli 1919 begann vor dem Standgericht München der Prozess gegen Erich Mühsam und weitere Angeklagte (darunter Arbeitersekretär Fritz Soldmann). Mühsam erhob Einspruch gegen die Zuständigkeit des Standgerichts, was der Vorsitzende Richter zurückwies, da „der Kriegszustand, der 1914 verhängt worden sei, in Bayern noch bestehe und daß daher das Standgericht zuständig sei“. Am 12. Juli verurteilte man Mühsam zu 15 Jahren Festungshaft als „treibendes Element“. Immerhin „wurden ihm mildernde Umstände zugebilligt und ihm ehrenhafte Gesinnung zuerkannt.“

### Haftjahre und Berliner Zeit in der Weimarer Republik (1920 bis 1933)

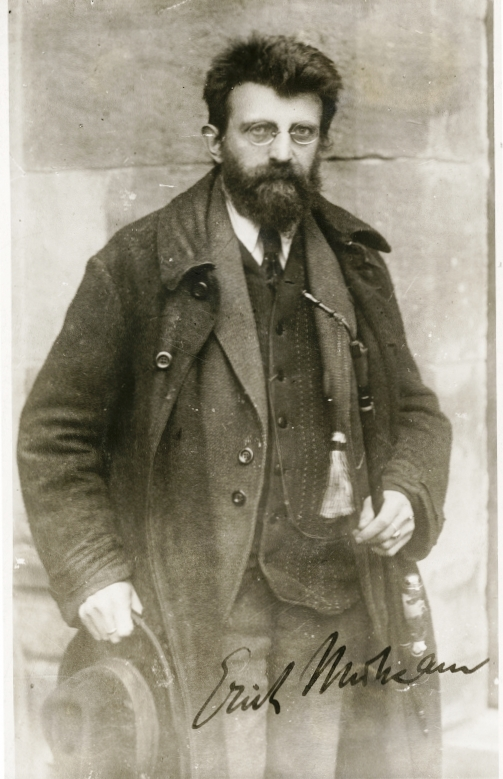
In der Festungshaftanstalt Ansbach (1919)

Mühsam trat 1919 kurzzeitig der KPD bei, die er jedoch 1920 bereits wieder verließ. Er setzte sich aus dem Gefängnis der Festung Ansbach heraus für die Verständigung und ein gemeinsames revolutionäres Vorgehen von Anarchisten und Kommunisten ein und rief zur Solidarität mit der Russischen Revolution auf. Nach seiner Haftentlassung hielt daher Wilhelm Pieck als Vertreter des Kommunistischen Jugendverbandes KVJD eine Begrüßungsrede für ihn. Aus dieser Zeit ist ein Brief Mühsams an den Schriftsteller und Antimilitaristen Kurt Tucholsky (vom 18. Januar 1922) erhalten. Noch 1925 plante Mühsam eine Reise in die Sowjetunion, die jedoch von der KPD-Führung verhindert wurde. Nach fünf Jahren Haft wurde Mühsam 1924 amnestiert. Zuvor wurde noch Mitte April 1924 dem schwer erkrankten Mühsam „ein Urlaub verweigert, den die Ärzte als notwendig“ bezeichnet hatten.

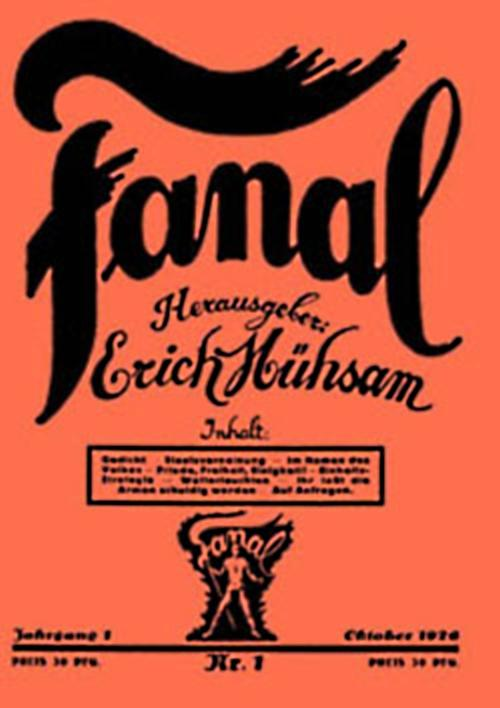
Titelblatt der ersten Fanal-Ausgabe von 1926

Die Haft verbrachte er zum größten Teil, nämlich ab dem 15. Oktober 1920, im Gefängnis Niederschönenfeld, wo ab dieser Zeit nahezu alle Inhaftierten aus der Zeit der Räterepublik untergebracht waren. Mühsams Frau Zenzl berichtete Anfang April 1924 in einem Zeitungsinterview über die Haftbedingungen. Danach hatte ihr Mann „eine Herzneurose und ein Ohrenleiden“. Es erfolgte eine strenge Briefzensur; Mitteilungen über politische Themen oder die Zustände in der Festung waren untersagt. Mühsams Tagebücher, die nach seinem Tod veröffentlicht werden sollten, waren beschlagnahmt worden. Erichs Mühsams Beschwerdebrief an den Reichsjustizminister wurde unter dem Titel Das Standrecht in Bayern (siehe Werke) vom Berliner Viva-Verlag publiziert.
Die Deutsche Liga für Menschenrechte wandte sich deswegen mit einem Aufruf an die Öffentlichkeit:

„Erich Mühsam, der wegen Beteiligung an der Münchener Räteregierung (als ‚Propagandist‘) zu 15 Jahren Festung verurteilt wurde, büßt diese Strafe in der Festung Niederschönenfeld in Bayern ab. Er ist auf einem Ohre taub geworden und es besteht die Gefahr, daß er sein Gehör vollständig verliert. Die ärztliche Behandlung in Niederschönenfeld ist für diesen Fall nicht ausreichend. Die Angehörigen Mühsams haben nun versucht, eine Behandlung durch einen Facharzt durchzusetzen. Bisher vergeblich. Der Aufruf der Liga, von einunddreißig der hervorragendsten Persönlichkeiten Deutschlands unterfertigt, legt der bayerischen Regierung nahe, dem Arzte die Erlaubnis zur Behandlung Mühsams zu geben. Man hat es seit dem Urteil im Münchener Putschprozeß verlernt, Bayern als einen Rechtsstaat nach europäischen Begriffen zu betrachten. So hat der Hochverräter Pöhner, der sich vor Gericht rühmte, sein Handwerk seit fünf Jahren zu betreiben, die Festungs‚strafe‘ aus Gesundsheitsrücksichten bis heute noch nicht angetreten. Der Mörder Eisners, Graf Arco, wurde aus der Festungshaft beurlaubt, um ‚Privatangelegenheiten‘ zu regeln. Er läßt sich augenblicklich in seinem Heimatsort demonstrativ feiern. Erich Mühsam dagegen, ein kranker und für den Rest seines Lebens ruinierter Mensch, wandte sich an die bayrischen Vollzugsinstanzen lediglich mit der Bitte, sich in der Festung von einem Facharzt behandeln lassen zu dürfen. Die Bitte wurde zurückgewiesen. Diese Haltung hat mit Rechtsfragen nichts mehr zu tun, sie sind ein Zeichen von ungeheuerlicher Grausamkeit und stellt Bayern vor der gesamten zivilisierten Welt bloß.“

Erich Mühsams Reststrafe wurde schließlich am 19. Dezember 1924 vom Bayerischen Staatsministerium der Justiz zur Bewährung ausgesetzt – just an demselben Tag, an dem die Beschwerde der Staatsanwaltschaft gegen Adolf Hitlers Haftentlassung rechtskräftig verworfen wurde.
Nach der Haftentlassung am 20. Dezember 1924 zog der fast ertaubte Erich Mühsam nach Berlin. Er gab dort die anarchistische Zeitschrift Fanal heraus. Er war ein unermüdlicher Aktivist gegen die drohende Kriegsgefahr, neben anderen mit seinem Freund, dem Antimilitaristen Ernst Friedrich. Auch zu Silvio Gesell, dem Begründer der Freiwirtschaftslehre, bestand eine besondere Nähe. Mühsam veröffentlichte in seiner Zeitschrift Fanal (7/1930) in einem Nachruf eine überaus positive Würdigung der Lebensleistung Gesells.
Von 1925 bis 1929 engagierte er sich in der KPD-nahen Gefangenenhilfsorganisation Rote Hilfe Deutschlands, weil er die Justiz zur Zeit der Weimarer Republik für Klassenjustiz hielt. Die FKAD schloss ihn aus diesem Grunde unter dem Vorwurf der „KPD-Nähe“ nach nur kurzer Mitgliedschaft aus ihrer Organisation aus. 1929 trat er wegen politischer Differenzen aus der Roten Hilfe aus. 1926 war er bereits förmlich aus dem Judentum ausgetreten. In den Jahren 1931 bis 1933 veröffentlichte er unter dem Pseudonym „Tobias“ politisch-satirische Beiträge für den Ulk, die Wochenbeilage des Berliner Tageblattes. Anfang der 1930er Jahre wurde er Mitglied in der anarcho-syndikalistischen FAUD, bei der sein Freund und Kampfgefährte Rudolf Rocker bestimmenden Einfluss hatte. Beide waren führend in der „Anarchistischen Vereinigung“ tätig, deren Wirkungsfeld sich weitgehend auf Berlin beschränkte. Als Sonderheft seiner Zeitschrift Fanal, die er der „Anarchistischen Vereinigung“ zur Verfügung stellte, erschien 1932 kurz vor der „Machtergreifung“ durch die Nationalsozialisten seine programmatische Schrift Die Befreiung der Gesellschaft vom Staat mit dem Untertitel Was ist kommunistischer Anarchismus?

### KZ-Haft und Tod (1933 und 1934)

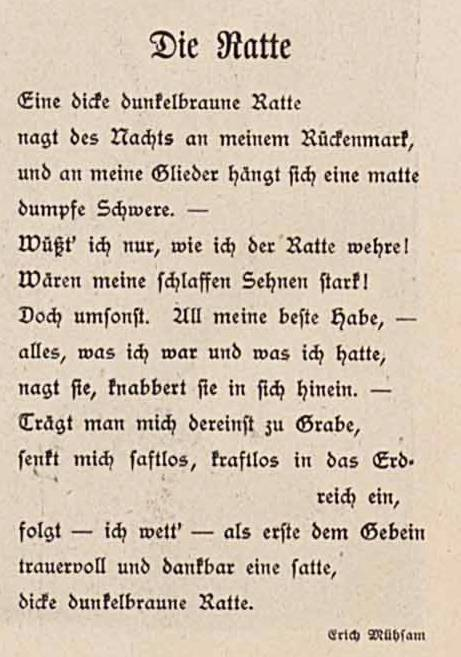
Die Ratte, sarkastisches Gedicht Mühsams auf den (eigenen) leiblichen Tod, veröffentlicht in der Satire-Zeitschrift Simplicissimus, 19. Dezember 1905

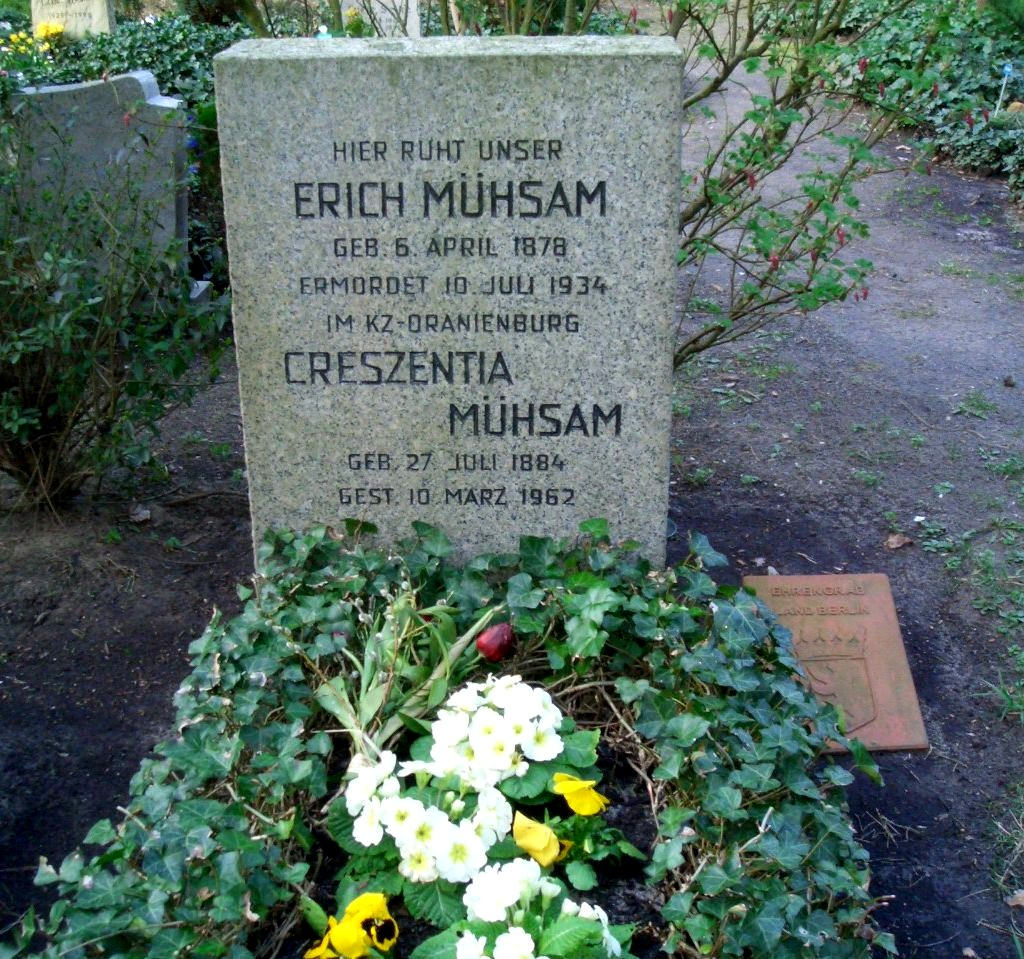
Grabstein auf dem Waldfriedhof Dahlem

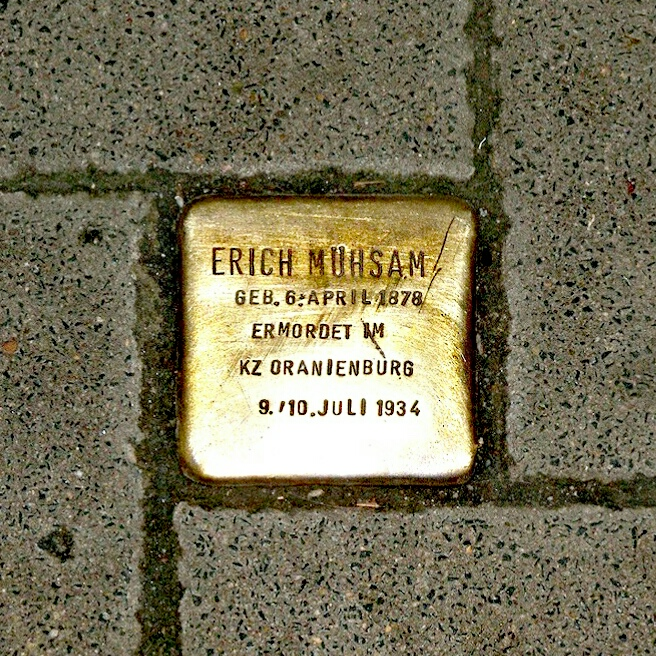
Stolperstein vor dem Buddenbrookhaus. Mühsam gewidmet ist außerdem eine kleine Dokumentation im Gewölbekeller des Hauses.

In der Nacht auf den 28. Februar 1933 wurde er von der SA verhaftet und 1934 im KZ Oranienburg nach über 16-monatiger „Schutzhaft“ von SS-Angehörigen ermordet. Er solle sich umbringen, sonst würde das die SS tun. Mühsam sagte in der Nacht vor seinem Tod, er werde sich niemals das Leben nehmen. Die Meldung in der nationalsozialistischen Presse lautete: „Der Jude Erich Mühsam hat sich in der Schutzhaft erhängt.“ Seine Mithäftlinge traten später dieser Darstellung entgegen und berichteten von der Ermordung Mühsams im Zimmer des Lagerkommandanten. Die internationale Presse meldete den Tod Mühsams als Mord des Naziregimes. Seine Frau Zenzl Mühsam berichtete von der Übergabe der Leiche Mühsams:

„Der Sarg wurde geöffnet. Vor mir lag mein Mann. Das Gesicht war bleich, aber ganz, ganz ruhig. Ein Streifen am Hals zeigte mir die Spuren des Strickes. […] Mein Schwager Hans sagte: ‚Entschuldige, mein Bruder, ich bin ein alter Arzt‘, zog ihm das Hemd aus, der Rücken war vollkommen verprügelt, und getötet war er durch eine Giftinjektion und tot aufgehängt im Abort.“

Der Bruder Hans Mühsam selbst erklärte:

„Die tiefen Strangulationsmerkmale am Hals, die sehr stark blutunterlaufen waren [!], bewies[en], dass der Tod durch Erwürgen oder Erhängen verursacht war und dass nicht etwa die Leiche nach vorhergehendem Tod aufgehängt war. Als ich in dem darüber gelegenen Restaurant telefonierte, trat ein SA-Mann auf mich zu und sagte ‚Das sind wir nicht gewesen, das hat die bayerische SS gemacht‘.“

## Grab und Nachlass
Mühsam wurde auf dem Waldfriedhof Dahlem beigesetzt. Seine Witwe Zenzl Mühsam übergab den Nachlass an ein Moskauer Archiv, nachdem ihr weitgehende Zusagen gemacht worden waren, von denen jedoch kaum eine eingehalten wurde. Sie selbst kam in den Gulag und wurde erst nach Stalins Tod in die DDR entlassen, wo sie 1962 verstarb.
Die später als Ehrengrab der Stadt Berlin angelegte Grabstätte befindet sich im Feld 015-479/Abteilung 2A, Nr. 144. Das Grab ist eigentlich kein zeitlich befristetes „Ehrengrab“, sondern vor dem Hintergrund der Ermordung Mühsams im KZ Oranienburg als „Opfer von Krieg und Gewaltherrschaft“ ein Grab mit ewiger Ruhefrist (vergleichbar mit dem Grab des 1944 hingerichteten Grafen von Schwerin von Schwanenfeld in der Nähe). Der Grabstein wurde seit 1987 durch die spätere Um- bzw. Zubettung der Ehefrau Zenzl Mühsam verändert bzw. ausgetauscht. Der umfangreiche Briefwechsel der Journalistin Thea Struchtemeier, der im Berliner Karin Kramer Verlag veröffentlicht wurde, sorgte für die Klarstellung um das Grab Mühsams und bewahrte es im Jahr 1987 vor der drohenden Einebnung.

### Straßen, Plätze, Gedenktafeln

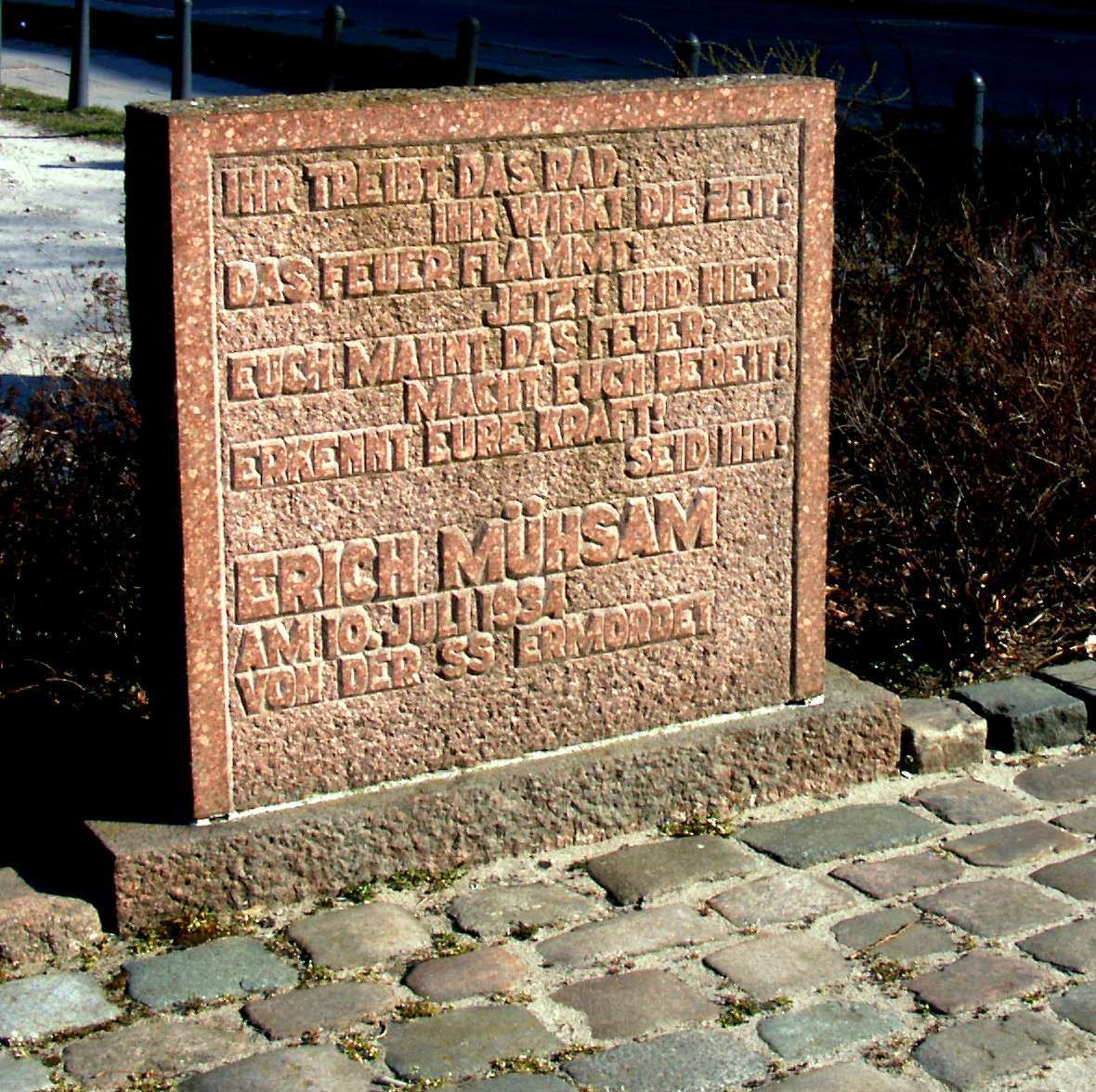
KZ Oranienburg: Gedenktafel für Erich Mühsam

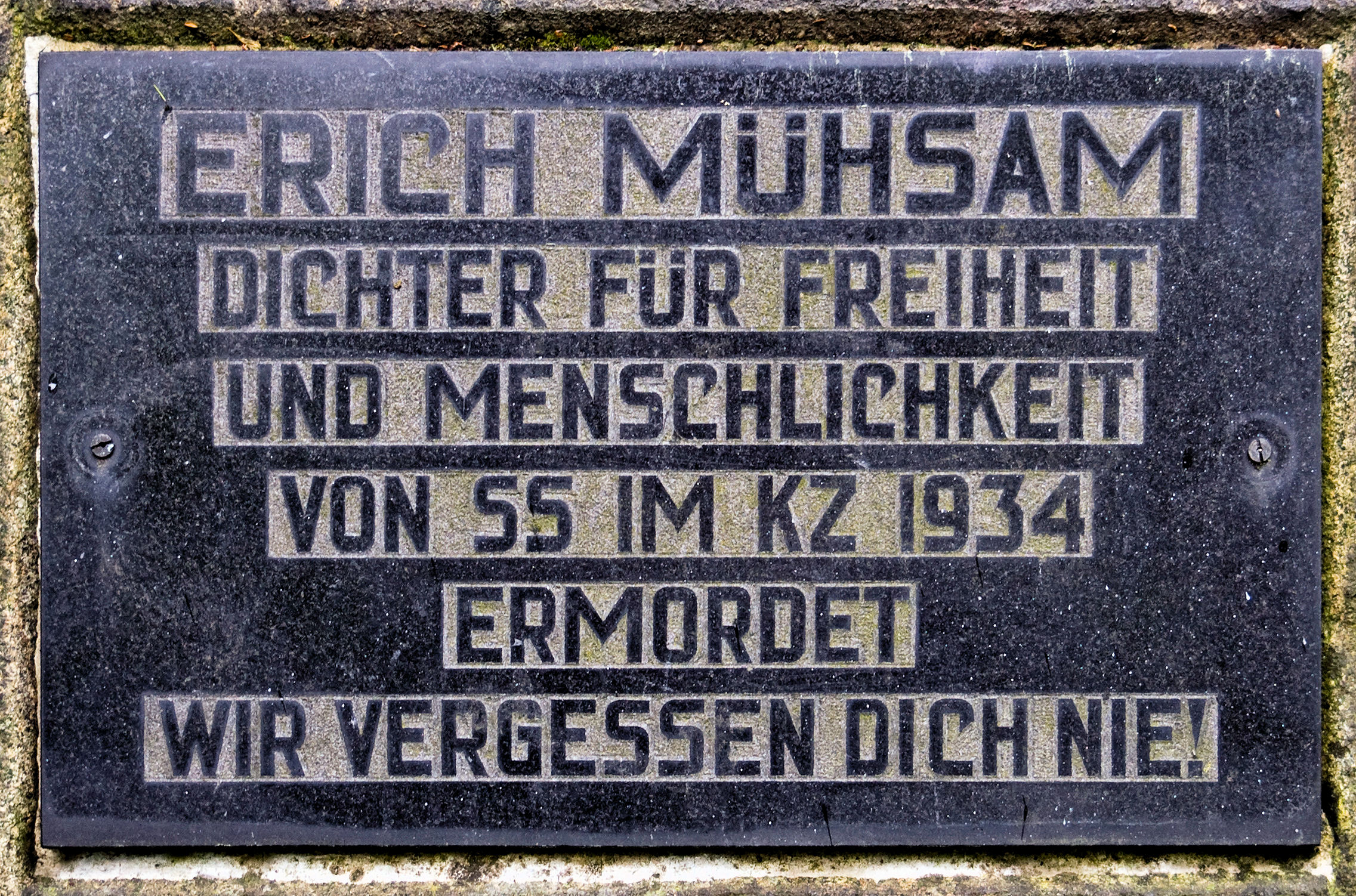
Gedenktafel für Erich Mühsam in Berlin-Britz

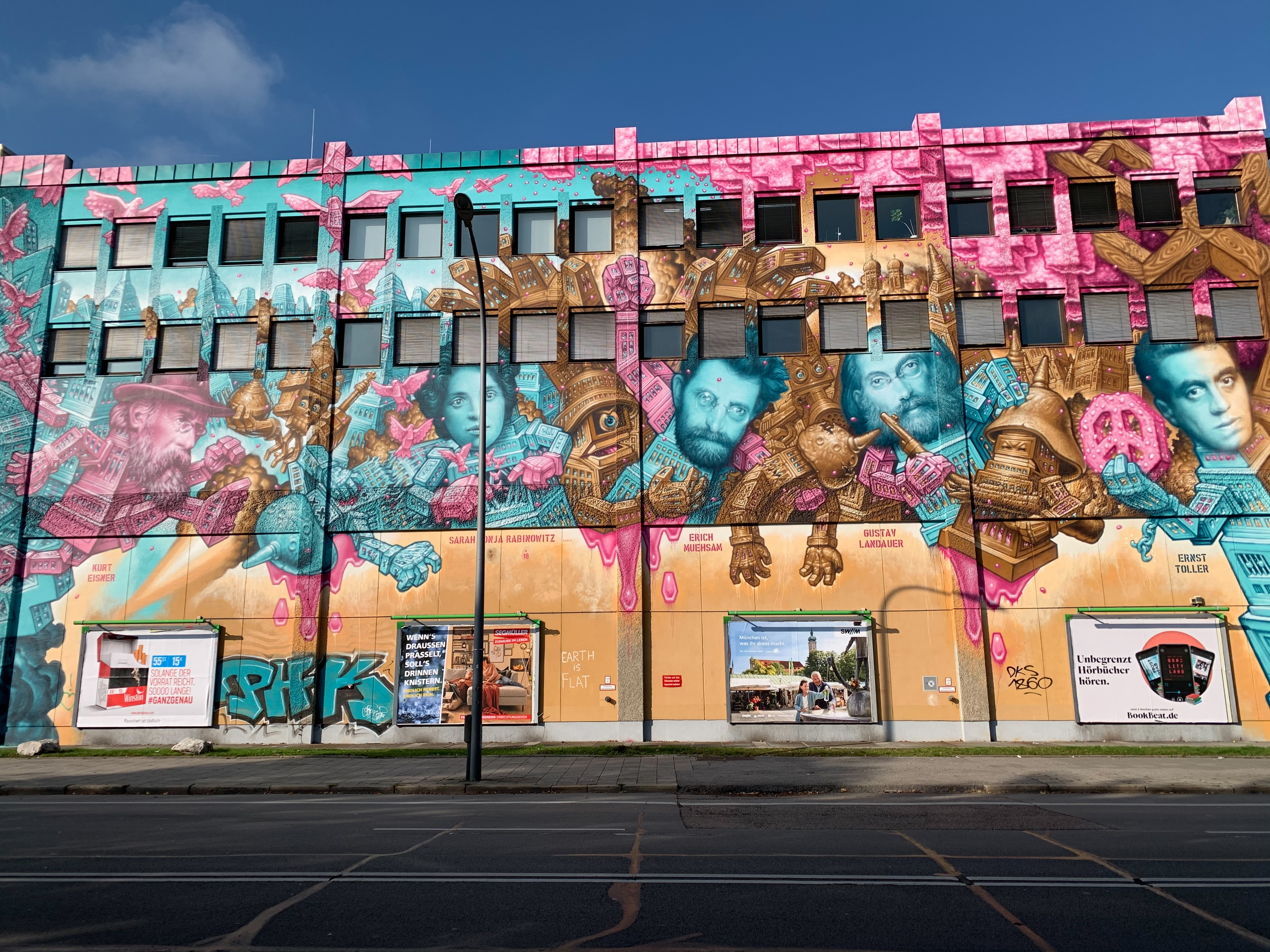
Mural von WON ABC in München

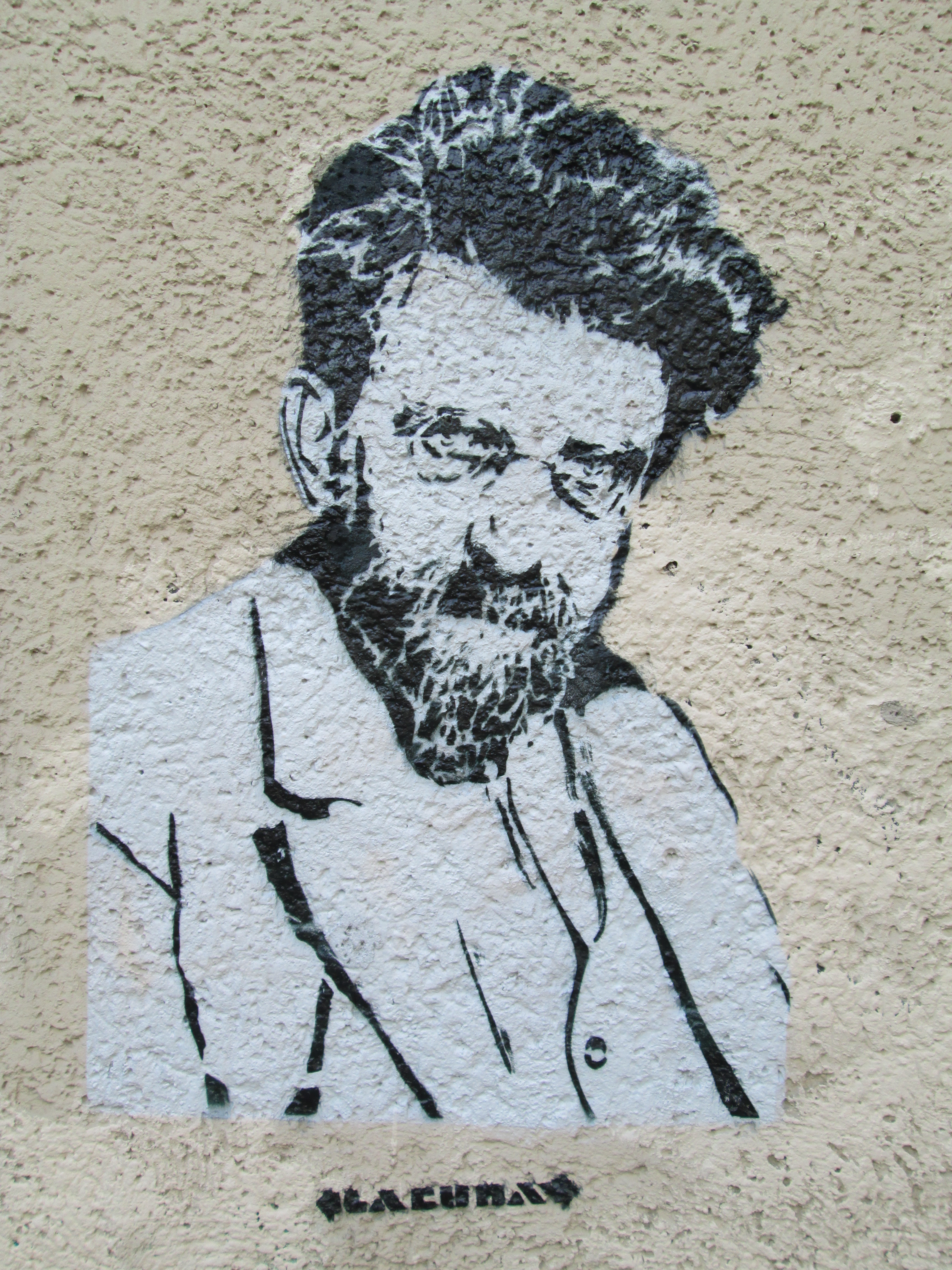

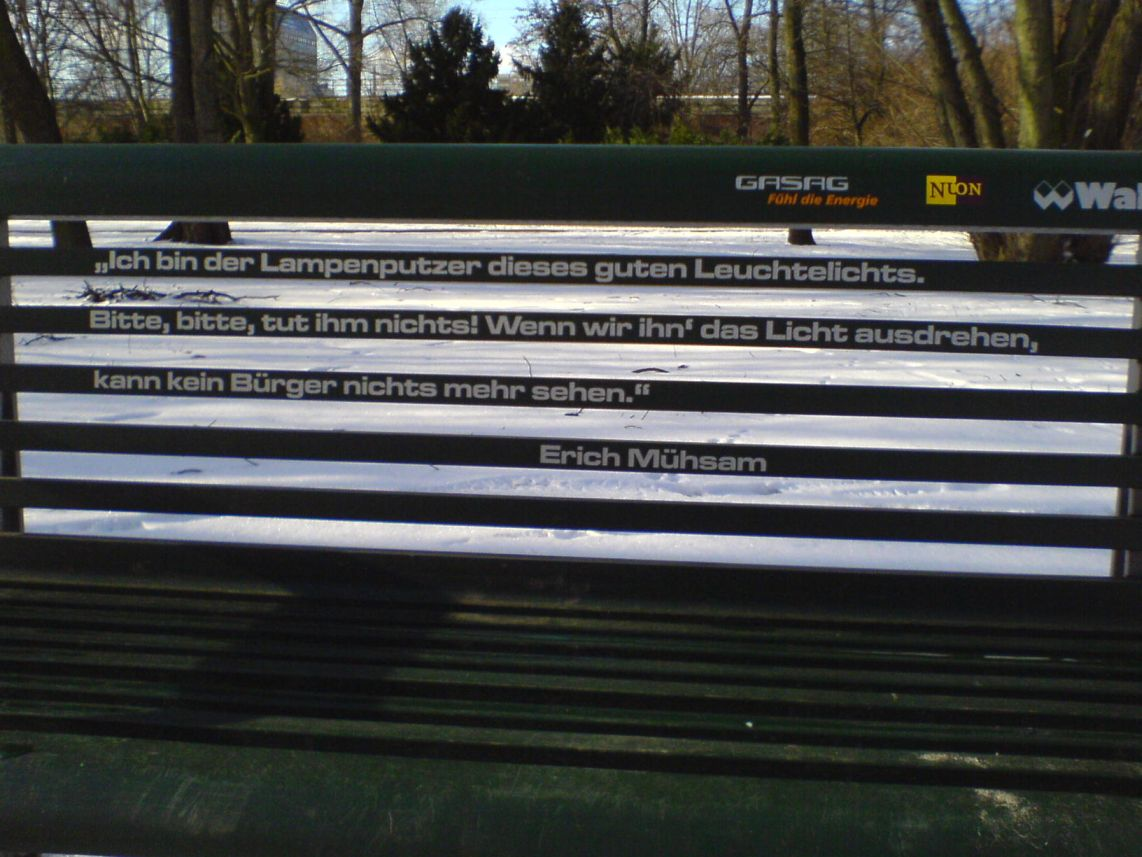
Erich Mühsam Bank im Großen Tiergarten in Berlin (am Gaslaternenmuseum)

## Rezeption